# Out of Time (película)
A contrarreloj (Out of Time) es una película estrenada en 2003 dirigida por Carl Franklin y protagonizada por Denzel Washington.

## Argumento
Matthias Lee Whitlock (Denzel Washington) es el jefe de policía de un pequeño pueblo en Florida, Banyan Key, a las afueras de Miami. Matt es un hombre trabajador y bueno en lo que hace, querido y respetado en su comunidad. Durante el proceso de divorcio con su mujer, Alex Diaz-Whitlock (Eva Mendes), a la que todavía ama, Matt tiene que encargarse de un caso con Ann Merai Harrison (Sanaa Lathan), esposa del exquarterback Chris Harrison (Dean Cain). Cuando él descubre que Ann tiene un cáncer terminal y que no le queda mucho tiempo, Matt cuida de ella. Sin embargo, un día se produce el brutal asesinato doble de Ann y Criss. A medida que se van conociendo los detalles del caso, todas las pruebas señalan a Matt como primer sospechoso. Con la investigación abierta en todos los frentes y varias personas trabajando en el caso, Matt se ve inmerso en una carrera a contrarreloj para resolver los asesinatos antes de que otras personas descubran las pistas que está encontrando y se convierta en sospechoso. Tiene que ir por delante de su propio equipo y de todo el mundo que confía en él para limpiar su nombre y descubrir la terrible verdad. A medida que la intrincada trama de la película se va desentrañando a toda velocidad hasta su explosivo final, es obvio que la verdad está de parte de Matt, sin embargo, el tiempo juega en su contra.

## Reparto
| Actor/Actriz      | Papel                 |
| ----------------- | --------------------- |
| Robert Baker      | Tony Dalton           |
| John Billingsley  | Chae                  |
| Dean Cain         | Chris Harrison        |
| Alex Carter       | Paul Cabot            |
| Sanaa Lathan      | Ann Merai Harrison    |
| Terry Loughlin    | Agente Stark          |
| Eva Mendes        | Alex Diaz-Whitlock    |
| Denzel Washington | Matthias Lee Whitlock |

Premios Black Reel en 2004 
- Ganó un premio como mejor película.
- Denzel Washington fue nominado como mejor actor.
- Sanaa Lathan ganó un premio como mejor actriz.
- Carl Franklin fue nominado como mejor director.

Premios Image Award de 2004.
- Denzel Washington fue nominado como mejor actor en película de acción.
- Sanaa Lathan fue nominada como mejor actriz secundaria en película de acción.

## Juegos para móviles
Se desarrollaron varios juegos en Java para móviles y WAP basados en la película, los cuales fueron lanzados en el Reino Unido en asociación con O2 y con Kalador Entertainment Inc..